# 레인 에드워즈
레인 에드워즈(영어: Reign Edwards, 1996년 12월 1일~)는 미국의 배우이다.

## 출연 작품
- 헬 페스트 - 브룩 역